# Pristimantis yukpa
Espèce
Statut de conservation UICN

 LC  : Préoccupation mineure
Pristimantis yukpa est une espèce d'amphibiens de la famille des Craugastoridae.

## Répartition
Cette espèce est endémique de la serranía de Perijá à la frontière entre la Colombie et le Venezuela. Elle se rencontre entre 600 et 1 200 m d'altitude dans l'État de Zulia et le département de Cesar.

## Description
Les mâles mesurent de 20,3 à 27 mm et les femelles de 24 à 28,8 mm.

## Étymologie
Son nom d'espèce lui a été donné en référence aux indiens Yukpa-Yuko.

## Publication originale
- Barrio-Amorós, Rojas-Runjaic & Infante-Rivero, 2008 : Three new Pristimantis (Anura: Leptodactylidae) from sierra de Perija, estado Zulia, Venezuela. Revista Espanola de Herpetologia, vol. 21, p. 71-94 (texte intégral).